# Квасов Ярослав Ігорович
Яросла́в І́горович Ква́сов (нар. 5 березня 1992, Слов'янськ, Донецька область, Україна) — український футболіст, нападник клубу «Інгулець».

## Ігрова кар'єра
Вихованець донецького «Олімпіка». Улітку 2011 року був запрошений у луганську «Зорю», в молодіжному складі якої провів 70 матчів, у яких забив 18 м'ячів. У сезоні 2012/13 став чемпіоном України серед молодіжних команд.
У 2014 році на запрошення колишнього тренера «Зорі» Вадима Добіжи був відданий в оренду у клуб Вищої естонської ліги «Калев» (Сілламяе). В Естонії нападник провів два сезони. У 2014 році зі своєю командою ставав срібним призером чемпіонату. У 2015 році забив 19 голів у 33 матчах, ставши другим бомбардиром турніру. Двічі брав участь у розіграшах Ліги Європи УЄФА (2014/15 — 4 гри, 2015/16 — 2). У загальній кількості на рахунку українського форварда 31 гол у 74 матчах за «Калев».
Узимку 2016 року Квасов повернувся в «Зорю». В Українській Прем'єр-лізі дебютував 6 березня того ж року у грі з рідним донецьким «Олімпіком», замінивши на 89-й хвилині Пилипа Будківського. 12 грудня 2016 року стало відомо, що луганський клуб не продовжуватиме співпрацю з Ярославом.
У лютому 2017 року уклав контракт з бронзовим призером чемпіонату Грузії батумським «Динамо». У перший свій сезон провів 33 матчі за нову команду і забив 8 голів. У наступній першості виступав за клуб «Колхеті-1913», який за підсумками чемпіонату Грузії-2018 вилетів із вищого дивізіону. 
У сезоні 2019 підписав контракт із клубом другого грузинського дивізіону «Телаві». За підсумками чемпіонату його клуб посів третє місце в Еровнулі лізі-2. А в матчах плей-оф «Телаві» двічі здолав «Руставі» (1:0 і 2:1) і вперше в своїй історії вийшов до еліти грузинського футболу. Загалом за два сезони у футболці «Телаві» провів за команду 44 матчі і забив 10 м'ячів. 
У лютому 2021 року перейшов до друголігового «Кривбасу», але у вересні футболіст та команда розірвали трудову угоду за згодою сторін. 
12 вересня 2021 року поповнив ряди луцької «Волині» за яку встиг відіграти у шести матчах Першої ліги. Після початку широкомасштабного вторгнення РФ в Україну тривалий час перебував без клубу.
13 липня 2023 року підписав контракт із першоліговим «Інгульцем». Дебютував за команду 29 липня того ж року у домашній грі проти СК «Полтави» (5:0). 2 серпня у кубковій грі проти запорізького «Металурга» (4:3) забив перший м'яч за «Інгулець». При цьому записав на свій рахунок відразу хет-трик.